# 魚住優
魚住優（1984年10月5日—），日本NHK新聞主播，出生於東京都，是作詞家魚住勉與演員淺野溫子的兒子。

## 簡歷
和光幼稚園、和光小學校、和光中學校、和光學等学校、慶應義塾大學畢業。曾為日刊スポーツ（日刊SPORTS）新聞社社員，2008年進入NHK。

## 外部連結
- NHK魚住優公式介紹。 （页面存档备份，存于）（日語）